# Gyurkovics Mária

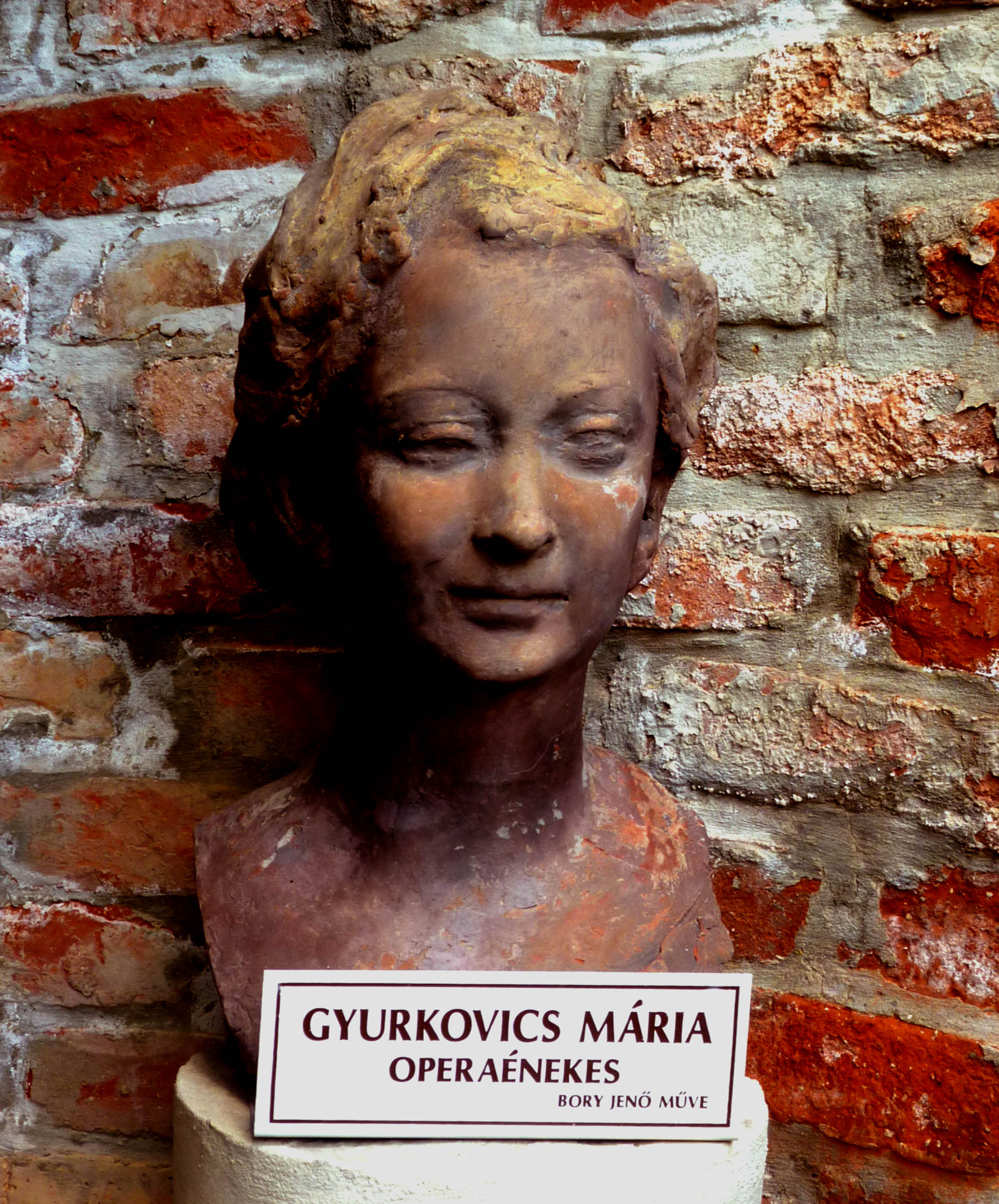
Bory Jenő: Gyurkovics Mária portréja

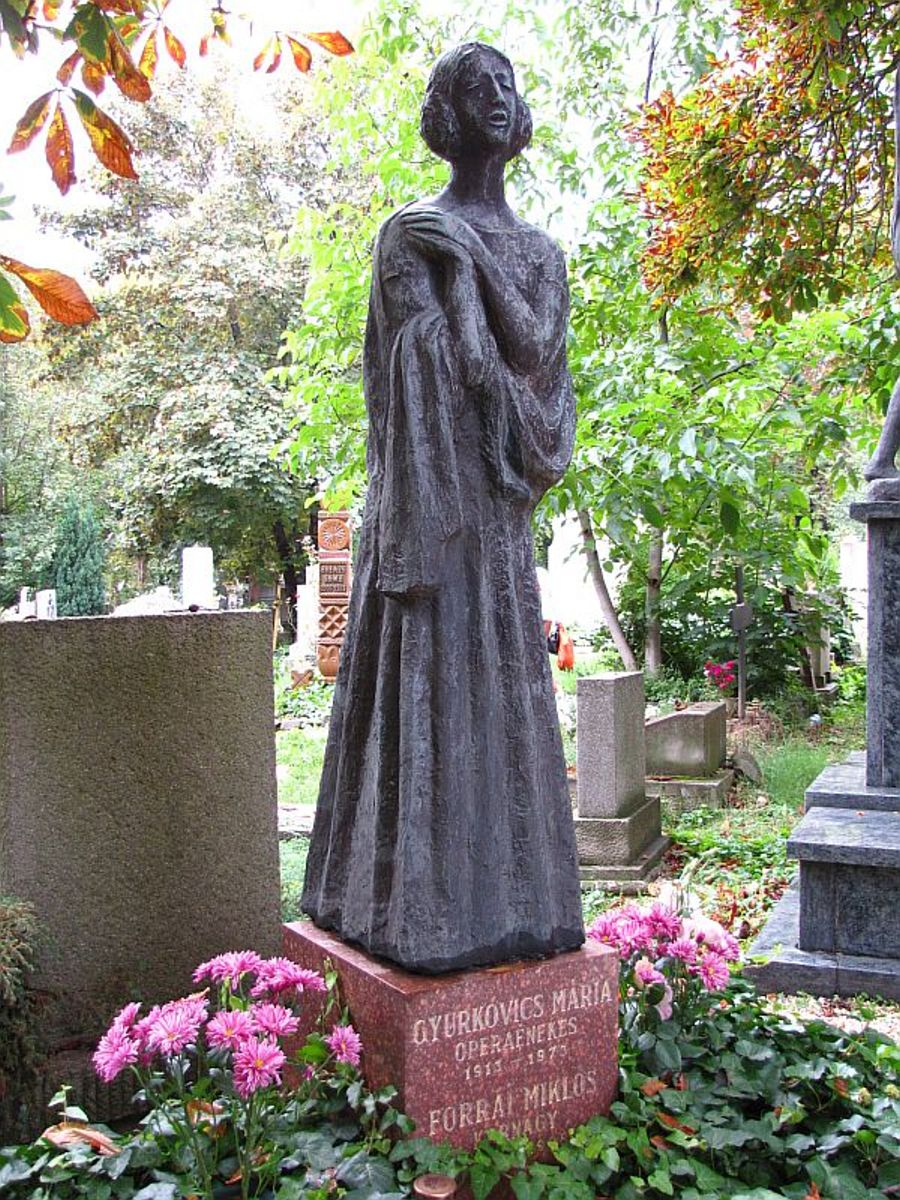
Gyurkovics Mária és Forrai Miklós sírja Budapesten. Farkasréti temető: 25-10-11/12. Borsos Miklós alkotása

Gyurkovics Mária (Budapest, 1913. június 19. – Budapest, 1973. október 28.) Kossuth-díjas magyar opera-énekesnő (koloratúrszoprán).

## Élete
Titkárnői munka mellett tanult énekelni a Székesfővárosi Felső Zeneiskolában Jászó Györgynénél. A Zeneakadémiára – az Operabarátok Egyesületének ösztöndíjasaként – mindössze két évig, 1935 őszétől 1937-ig járt. Itt dr. Molnár Imre tanítványa volt.
Az Operaházban 1937. május 25-én debütált Gilda szerepében Verdi Rigoletto című operájában. Három évtizeden át a társulat vezető koloratúraszopránja volt. Hangjának árnyalatgazdag melegsége, játékának kifinomult líraisága és virtuóz technikája képessé tették a szerepek zenei és drámai karakterének rendkívül összetett és kifejező megformálására. Pályafutása végén kiváló komikai karakteralakításokat nyújtott. Színpadi búcsúja 1967 karácsonyán volt Tschöll mamaként Berté Három a kislányában.
Vendégszerepelt Európa csaknem valamennyi nagyvárosában. Számos hanglemez-, rádió- és televíziófelvételen működött közre. Több évi betegeskedés, szenvedés után 1973. október 28-án hunyt el. A budapesti Farkasréti temetőben helyezték örök nyugalomra. A sírnál Melis György búcsúztatta.
2003-ban a Liszt Ferenc Zeneművészeti Egyetem Budapesti Tanárképző Intézete énekversenyt hirdetett tiszteletére. 2013-ban, születésének centenáriuma alkalmából, gyermekei kezdeményezésére közterületet (Gyurkovics Mária lépcső) neveztek el róla egykori lakhelye környékén Budapest II. kerületében.

## Főbb szerepei
- Auber: Fra Diavolo – Zerlina
- Britten: Albert Herring – tanítónő
- Delibes: Lakmé – Lakmé
- Donizetti: Szerelmi bájital – Adina
- Donizetti: Lammermoori Lucia – Lucia
- Erkel: Hunyadi László – Gara Mária
- Flotow: Márta – Márta
- Kacsóh Pongrác: János vitéz – francia királykisasszony
- Mozart: Szöktetés a szerájból – Konstanza
- Mozart: Don Giovanni – Zerlina
- Mozart: A varázsfuvola – Éj királynője
- Rossini: A sevillai borbély – Rosina
- Richard Strauss: A rózsalovag – Sophie
- Verdi: Rigoletto – Gilda
- Verdi: Az álarcosbál – Oszkár

## Filmszerepei
- 1955 – Gábor diák (énekhang)
- 1952 – Erkel
- 1952 – Déryné (énekhang)

## Díjai
- Érdemes művész (1950)
- Kossuth-díj (1951)
- Liszt Ferenc-díj (1952)
- Kiváló művész (1954)